# Euplexidia violascens
Euplexidia violascens är en fjärilsart som beskrevs av Charles Boursin 1964. Euplexidia violascens ingår i släktet Euplexidia och familjen nattflyn. Inga underarter finns listade i Catalogue of Life.